# Ор'єн

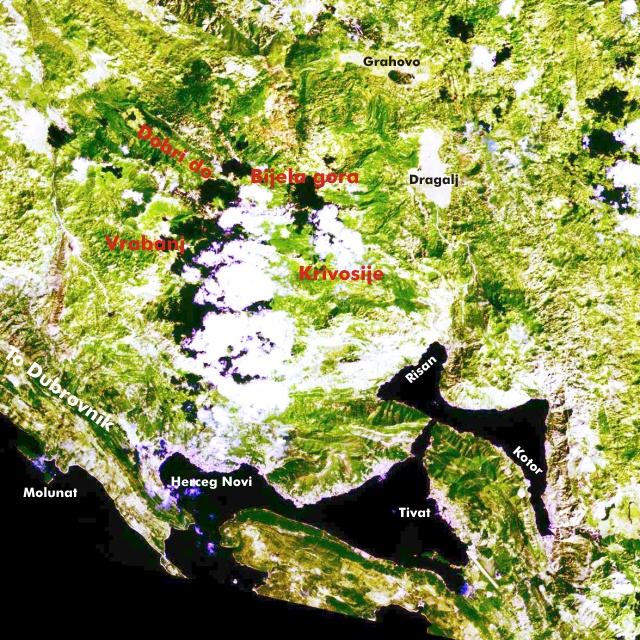
Broader region of Orjen and Bay of Kotor. 7 August 2001.

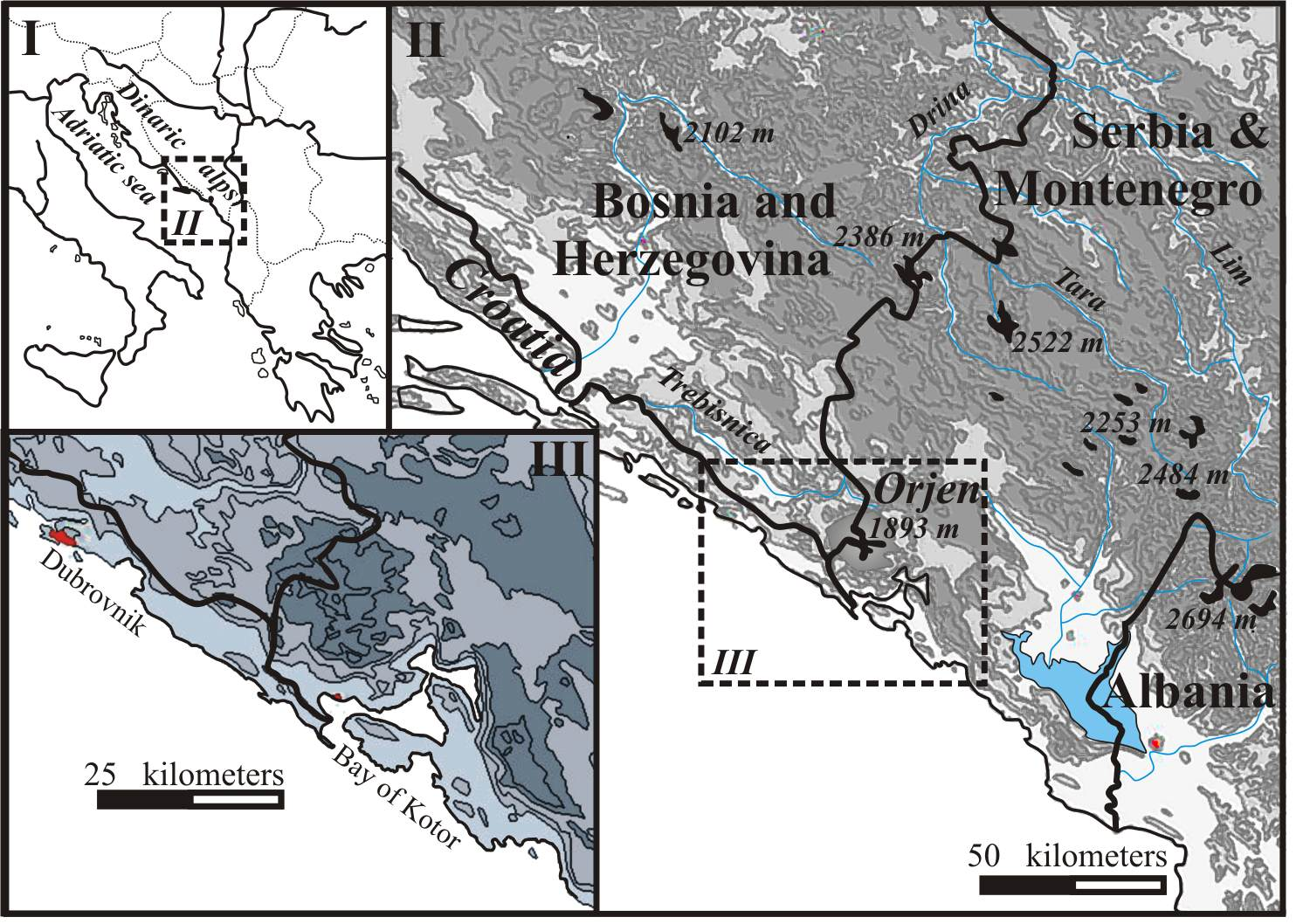
Orjen is located in the South-east Dinaric Alps

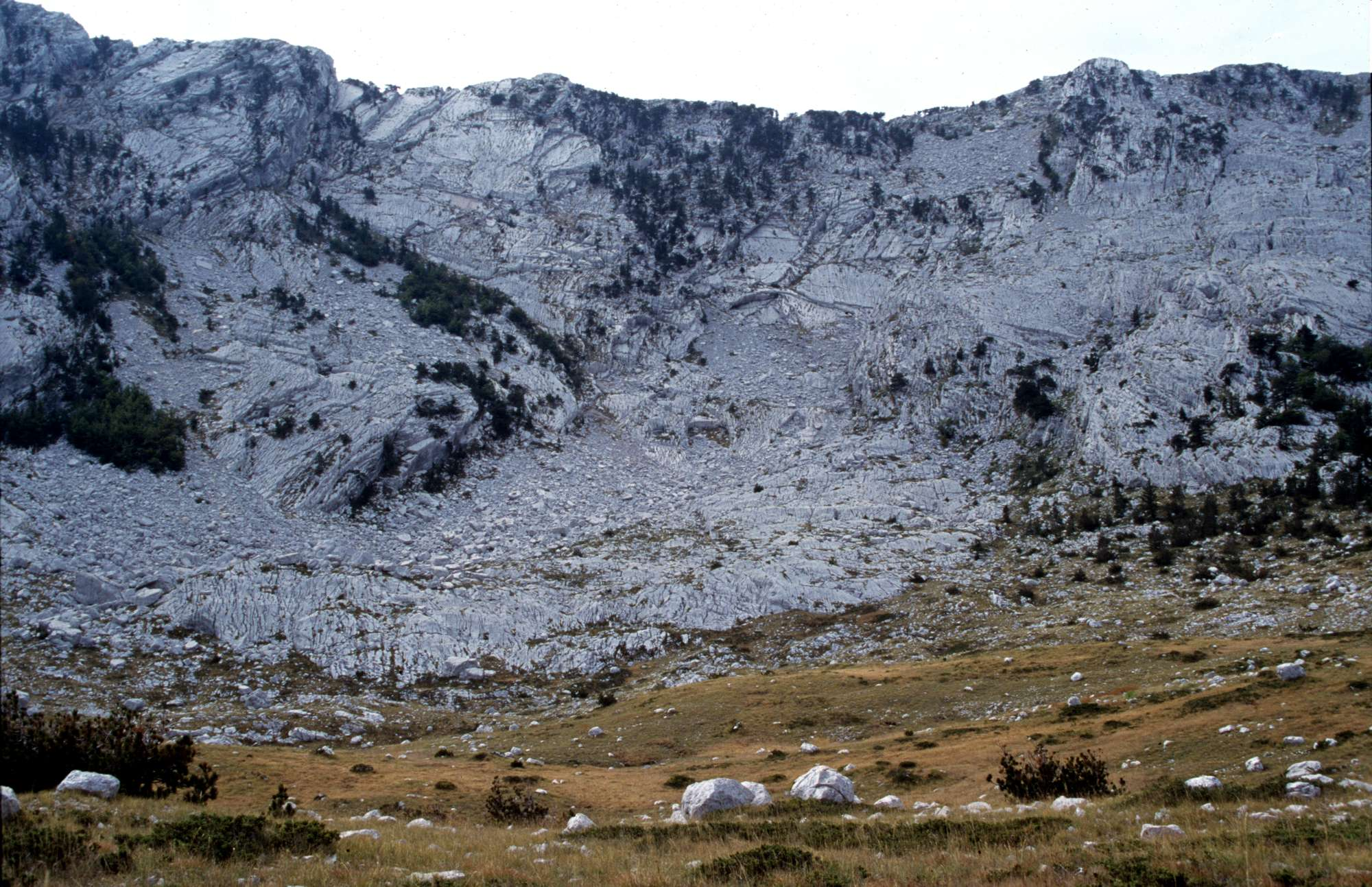
Cirque Borovi do in the north at Bijela gora

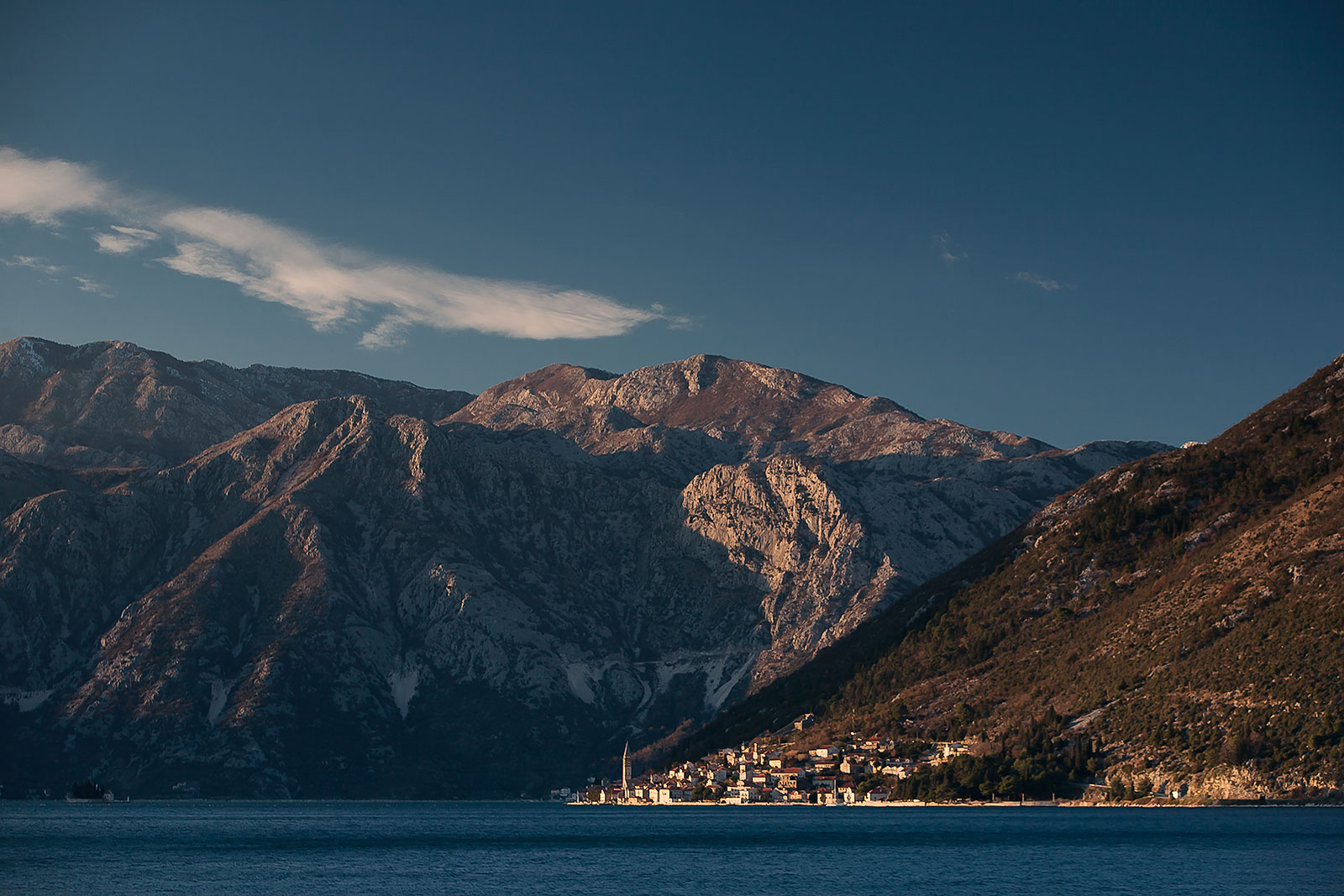
Вид на Ор'єн з Которської затоки

 Ор'єн (ɔ̂rjɛn) — транскордонний динарський гірський хребет Середземномор'я, розташований на південному заході Чорногорії, незначна частина поширюється на країну Боснія і Герцеговина.
Найвища його вершина становить 1894 м. Вершина Орієна — найвища вершина «Субріадріату». Масив Орієна лежить на сході на південний схід від Требинє в країні Боснія і Герцеговина та на північний захід від Різана в Которській бухті. Від містечка Рисан, розташованого в найпотужнішій заповідній частині затоки, добре спроектована дорога, піднімається приблизно на 1600 м. Під час Льодовикового періоду льодовик відступив від Ор'єна до Которської затоки та навколишніх полів. Льодовики також сформували зубчасті вершини та хребти. Льодовиковий та рельєф типу карсту створює унікальні прибережні пейзажі.
Природний та культуро-історичний регіон Котора — об'єкт Всесвітньої спадщини ЮНЕСКО, що включає територію між Ор'єном та Ловценом, включаючи всі невеликі міста в затоках Рісана. та Котор. Іллірійці і греки колонізували узбережжя від 400 р. до н. е. і створили сьогоднішні порти Різан і Котор. Через брак питної води висока гора ніколи не була густо заселена. Сніг використовувався ще наприкінці XX століття для забезпечення води кількох хуторів. Сьогодні замість цього використовуються свердловини.

## Географія
Гора Ор'єн — це гора, піднята як горб і, таким чином, височіє над опущеною Которською бухтою та високим карстовим плато, що оточує гірський гір Оржен. З різницею 1894 м між найнижчою та найвищою точкою енергія рельєфу відіграє велику роль у надзвичайно суворих природних умовах. Гіперкарстичний ландшафт величезних карренських полів контрастує з рослинними видами, починаючи від листяних лісів на менших висотах до ендемічних вапняних динарських Ялицевих та Соснових лісів на вищих висотах. Опади досягають 5000 л/м², кількість, типова для тропічних лісів. Сніг легко накопичується на карстових плато і вже в червні невеликі снігові плями продовжують лежати в затінених місцях під вершинами. Катання на лижах можливе, але на сьогодні не існує відповідної інфраструктури. Ор'єн — місце пішохідного туризму. Три гірські хати забезпечують проживання
Ор'єн має прикордонну площу близько 400 км² між державою Бо́снія і Герцегови́на та Чорногорією, і пролягає на 25 км від регіону навколо Требинє в Боснії і Герцеговині на північному заході, до Которської затоки в Чорногорії на південному сході. Гора Ор'єн складається з чотирьох високих карстових плато, розділених хребтами. Відокремленими плато є Кривошіє на сході, Біла гора на північ, Добрі ду та Врбань на заході. Нечисленні поселення розкидані по навколишніх полях. Поля Грахово, Драгальж, Врбанж, Крушевиця та Грабаль важливі для сільськогосподарського використання та забезпечують лінії зв'язку у карсті.
На Ор'єні зустрічаються кілька сухих річкових долин. Повінь може бути проблемою, і кілька долин славляться своїми тривалими періодами затоплення.

### Сліди льодовиків
Льодовики мали місцеве значення в Середземномор'ї, що дало змогу витривалим типам рослинності пережити зміни клімату четвертинного.
Вся місцевість вище 900 м була похована під товстим простирадлом льоду, звідки кілька льодовикових хребтів спустилися на 500 м над рівнем моря. Сліди льодовикової активності помітні в будь-якій частині Орієна, як на плато Біла гора. Жодне льодовикове озеро сьогодні не збереглося.
Багато U-подібних долин та зубчасті хребти і вершини свідчать про крижану ерозію.
У кам'яний та Бронзовий вік люди селилися в районі Ор'єн. Людська діяльність залишила наскельні картини оленів і людей в Ліпчі в бухті Різан. Основне місце розкопок доби бронзи — на Поповому полі на північ від гори Ор'єн.

### Карст

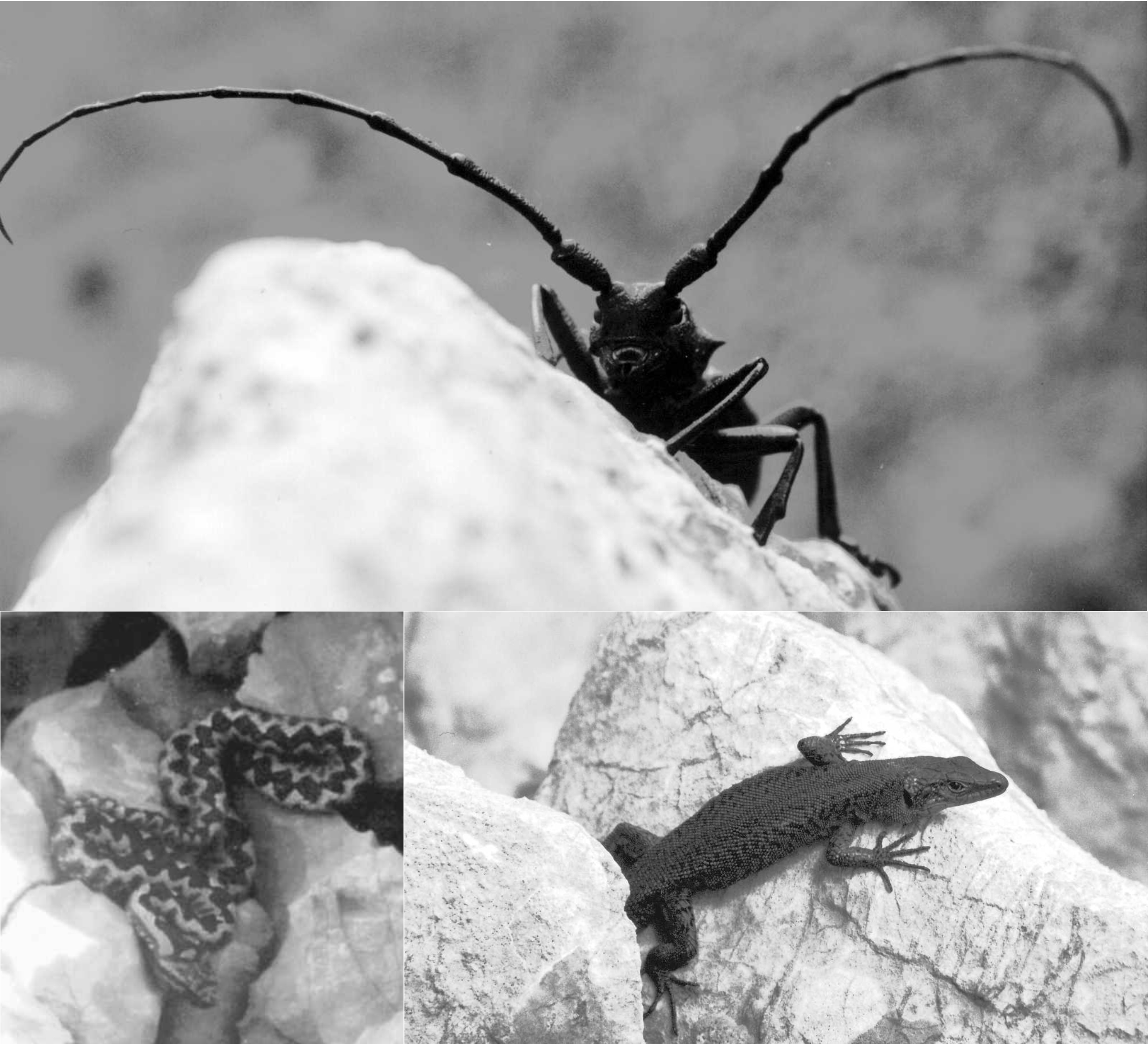
Карстова фауна на Orjen

Гора Ор'єн побудована з чистої крейди. Оскільки опади і температура високі, а рослинність рясна, процеси карстифікації розвиваються. Рослинність та формування ґрунту також грають роль у цьому процесі. Основним недоліком є те, що вода швидко проникає в пористі скелі і не утворює струмків і річок, незважаючи на велику кількість опадів. Характерна загальна сухість, непридатна для осідання.
Регіон тривалий час переселявся. Тільки в часи репресій несприятливі високі гори були заселені переважно чорногорськими племенами. За часів правління  Османської імперії з XV по XIX століття високий карст виступав головним притулком для  християн. Військові кампанії турків та Австро-Угорщини зазнали великих втрат, в той час як обидві великі держави недооцінили труднощі здійснити успішні набіги на карстові райони. Битва при Вучі-ду між чорногорцями і турками та Кривошійське повстання 1869 року показали, що чорногорці використовували природні умови на свою користь.
Карст також є основною туристичною пам'яткою, оскільки печери часті, і своєрідні геоморфологічні форми можна вивчати. Карстова рослинність, з іншого боку, багата на види, а основні карстові райони — гарячі точки біорізноманіття.

## Опис
Льодовикові та карстові особливості складають унікальний пейзаж, який приваблює туристів. Встановлено три гірські хати, а любителі підтримують зимові види спорту.

### Піші прогулянки

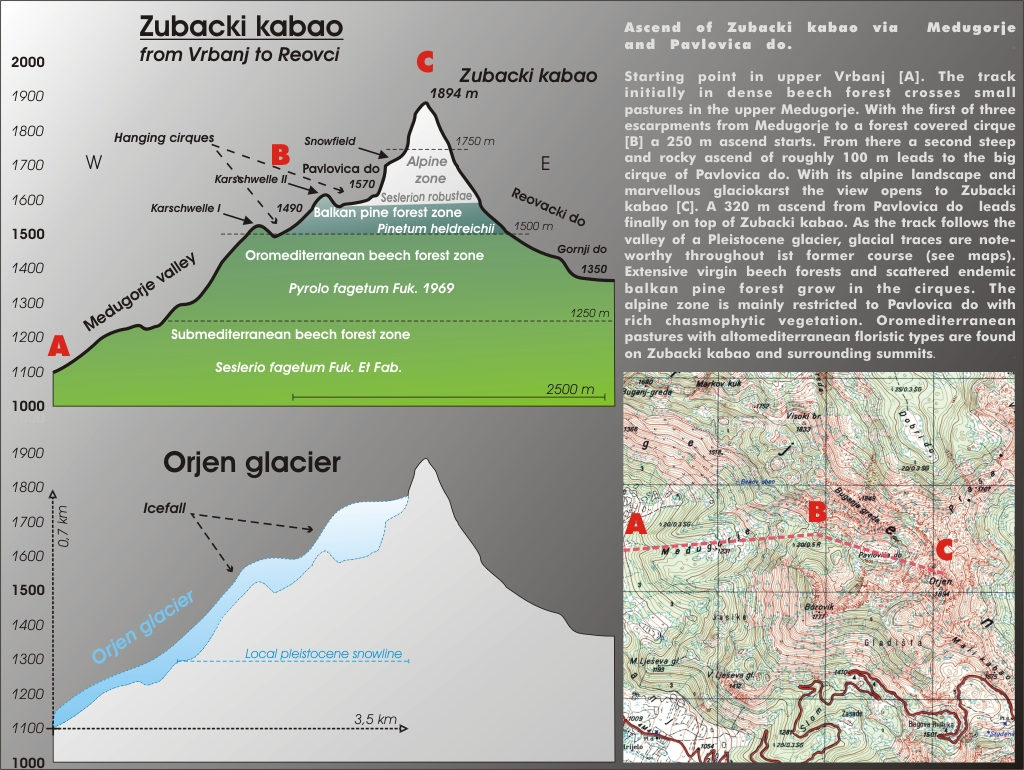
Підйом по Оржен через долину

Доріжки підтримує альпіністський альянс PSD Subra. Більшість стежок є маркованими, що забезпечує сприятливий відпочинок. Також можливі походи у віддалені частини, але на даний момент немає розмітки. Відвідувачі Білої гори можуть скористатися кількома місцевими лісовими дорогами. Іноді вівчарі можуть запропонувати нічне житло.
Вода є лише там, де жителі села використовують дощоприймачі.
Більшість туристів, як правило, відвідують Субру (1680 м) або Великий кабао (1894 м).
Бурі ведмеді з'являються на Білій горі і їх не слід турбувати, оскільки популяція зменшується
Щороку близько середини травня альпійська організація PSD Subra організовує півмарафон під назвою Ор'єн марафон. Гостей запрошують взяти участь у традиційній маніфестації

### Сходження
Існує кілька цікавих альпійських аршрутів. Найбільш примітною є 500-метрова стіна амфітеатру Субра. Хороші альпіністські маршрути — це лише 10 хвилин пішки від гірської хати Вратло. Інші хороші альпіністські маршрути — в Амфітеатрі Субра та скелях Реовачка Греда. Гора Ор'єн дає багато можливостей для підйому маршрутах з різними труднощами. Навчальна скеля біля дороги Херцег-Нові — Требинє під назвою «Силобод» (250 м).

### Літні заходи
- Усі поїздки з ночівлею потребують достатнього запасу води через обмежені джерела води.
- Велосипед — гірський велосипед можливий по всій горі Ор'єн, і місцеві дороги добре підходять для їзди на велосипеді.
- Плавання — Ор'єн розташований біля [Которської затоки на узбережжі Адріатичного моря.
- Марафон Оржен — щорічна спортивна подія з кількома можливими трасами, починаючи від вершин Вратло хата до вершин Субра (1679 м) та Великий кабао(1894 м).

### Зимові заходи
Значна частина гори Ор'єн недоступна через сильний сніг взимку.
- Катання на лижах — єдиний гірськолижний район навколо Ор'єна відкривається взимку. Підйомники та обладнання не передбачені.
- Полювання — мисливцям, як правило, бажані офіційні дозволи.